# Karapiro
Karapiro je umělá vodní nádrž na řece Waikato na Novém Zélandu.
Jde o rezervoár vody, kterou je napájena stejnojmenná hydroelektrárna o výkonu 96 MW.
Nachází se na Severním ostrově přibližně 30 kilometrů jihovýchodně od
města Hamiltonu. Jezero vzniklo v roce 1940 přehrazením nejdelší novozélandské
řeky Waikato. Jezero má 11 kilometrů na délku, v nejširším místě měří 900 metrů, průměrná hloubka zde
dosahuje 11 metrů, zabírá plochu 7,7 kilometru čtverečních.

## Sportoviště
Jde o velmi malebné místo, které je technickou komisí FISA považováno za jedno z nejregulérnějších
sportovišť vhodných pro veslování.
V roce 1950 se zde konaly závody ve veslování v rámci Her Britského impéria,
v letech 1978 a 2010 se zde konalo mistrovství světa ve veslování.
Nádrž je využívána i pro mnoho jiných vodních sportů jako je například kanoistika, vodní lyžování
nebo vodní motoristický sport.

## Etymologie
Kara znamená v maorštině kámen a piro pak páchnoucí - do češtiny volně přeloženo páchnoucí kámen nebo
smradlavý kámen.